# Neu-Nuifra
Neu-Nuifra (Äschenteich) ist seit 1951 ein Teilort der Gemeinde Pfalzgrafenweiler in Baden-Württemberg. Der Ortsteil hatte am 31. Dezember 2019 100 Einwohner.
Neu-Nuifra wurde nach dem Dekret des Herzogs von Württemberg vom 20. Juli 1723 gegründet.
Das Dekret gestattete acht Familien die Niederlassung als Holzhauer, Pottaschesieder und Kienrußbrenner. Jede Familie erhielt 20 Morgen Land zur Urbarmachung, sowie das erforderliche Bauholz gratis. Die Siedler kamen aus Pfalzgrafenweiler, Grömbach, Baisingen, Dobel, Garrweiler und Spielberg. 1724 wurde Neu-Nuifra Teilort der Gemeinde Herzogsweiler.
Der Name „Äschenteich“ erinnert an die von den ersten Siedlern betriebene Pottaschesiederei. 1858 hatte Neu-Nuifra 137 Einwohner, die ihr Auskommen im Wald und in der Landwirtschaft verdienten.
Auf der rechten Seite des Waldachtales, zwischen der Mandelburg und Altnuifra, befand sich in alter Zeit ein weiterer Ort namens „Uttenweiler“ mit eigener Kirche, der aber bereits vor dem Dreißigjährigen Krieg wüst wurde.